# Poilanedora
Poilanedora je monotipski biljni rod dvojbenog statusa i nedovoljno poznat, zasada u porodici kaparovki, dio je tribusa Cappareae. Jedina vrsta je P. unijuga, tropski vijetnamski endem.
Rod je opisan u Bull. Soc. Bot. France 95: 27 (1948).

## Sinonimi
Nema.